# Spešov
Spešov (německy Speschow) je obec v okrese Blansko v Jihomoravském kraji. Obec je členem mikroregionu Spolek pro rozvoj venkova Moravský kras. Nachází se dva kilometry jihozápadně od Rájce-Jestřebí. Žije zde 662 obyvatel.

## Historie
První písemná zmínka o obci pochází z roku 1373. Ve vsi se nacházely tvrz, mlýn a dvůr. Od roku 1549 byla obec v držení pánů z Boskovic a byla tak připojena k černohorskému panství.
V roce 1846 zde bylo 53 domů a 306 obyvatel. Roku 1900 v obci žilo 445 obyvatel. První škola v obci byla postavena roku 1806. Ta byla zbořena a místo ní postavena nová roku 1873. Sbor dobrovolných hasičů byl založen roku 1898.

## Obyvatelstvo
| Rok            | 1869 | 1880 | 1890 | 1900 | 1910 | 1921 | 1930 | 1950 | 1961 | 1970 | 1980 | 1991 | 2001 | 2011 | 2021 |
| -------------- | ---- | ---- | ---- | ---- | ---- | ---- | ---- | ---- | ---- | ---- | ---- | ---- | ---- | ---- | ---- |
| Počet obyvatel | 359  | 396  | 420  | 445  | 473  | 471  | 540  | 542  | 599  | 571  | 596  | 578  | 584  | 615  | 625  |
| Počet domů     | 57   | 60   | 61   | 66   | 78   | 82   | 103  | 134  | 143  | 141  | 155  | 173  | 185  | 196  | 203  |

## Obecní správa
Od 1. srpna 1980 do 31. prosince 1999 byl Spešov místní částí města Blanska, poté se na základě výsledků místního referenda od 1. ledna 2000 osamostatnil.

### Obecní symboly
Znak a vlajka byly obci uděleny rozhodnutím předsedy Poslanecké sněmovny Parlamentu České republiky dne 17. dubna 2009.

## Pamětihodnosti
- kaple svatého Jana Nepomuckého (vysvěcena 7. října 1857 na svátek Panny Marie Růžencové)
- 8 památných lip

## Významní rodáci
- František Trávníček (1888–1961), jazykovědec
- Bohdan Pavlů (1883–1938), novinář, diplomat
- Marie Vaculíková (1925–2020), vychovatelka, zakladatelka Klubu spřízněných duší při divadle Semafor, manželka spisovatele Ludvíka Vaculíka.

## Fotogalerie

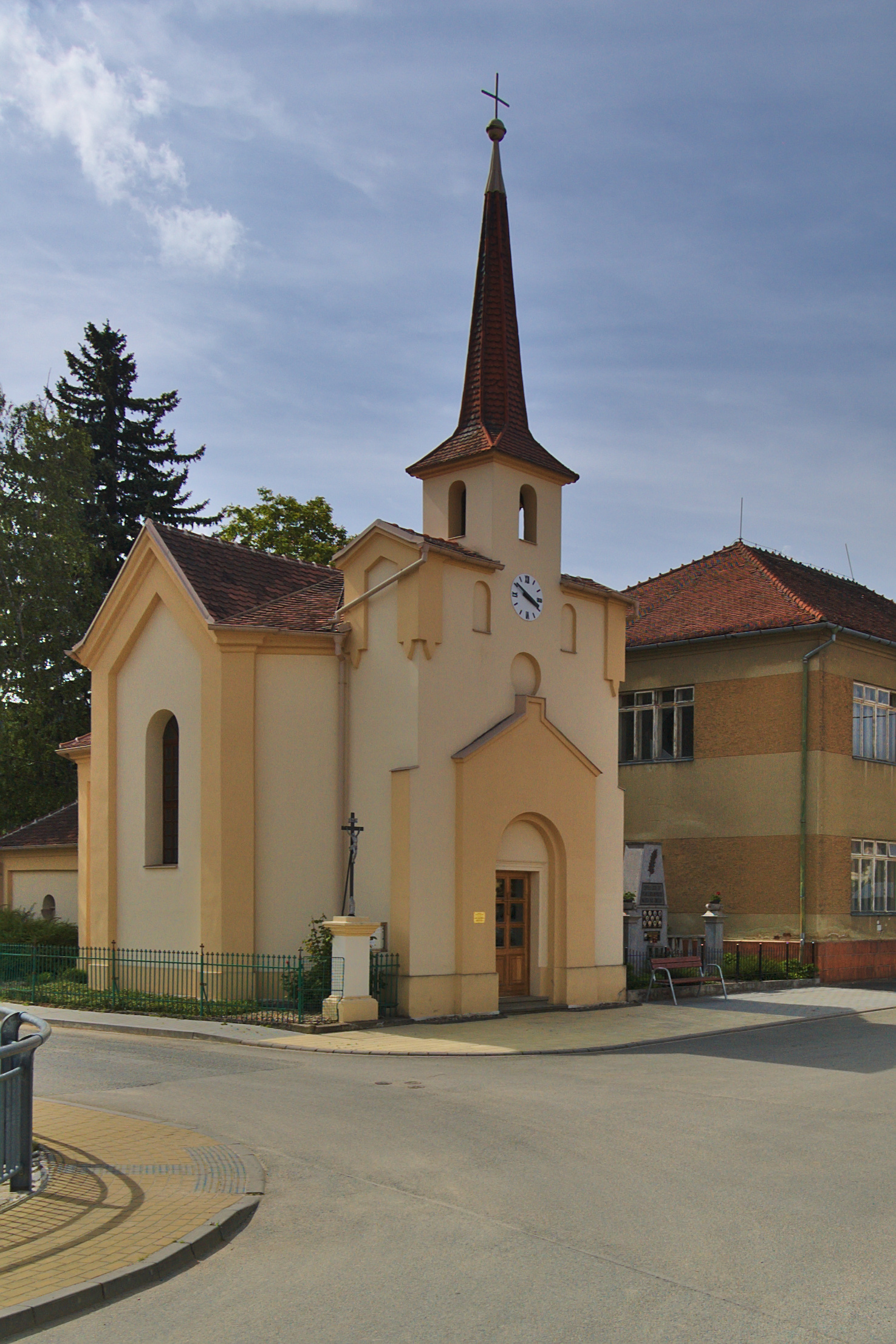
Kaple svatého Jana Nepomuckého
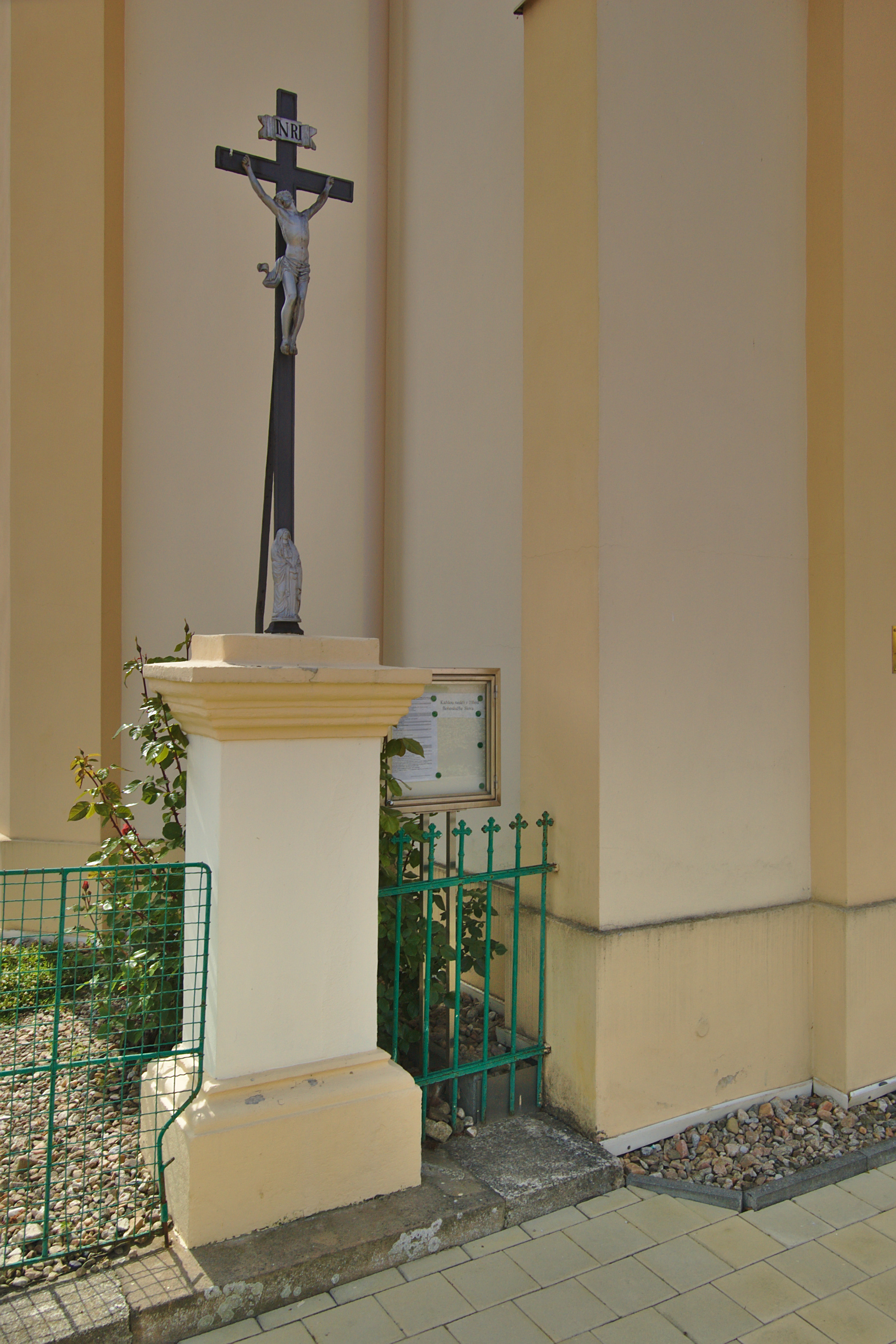
Kříž před kaplí
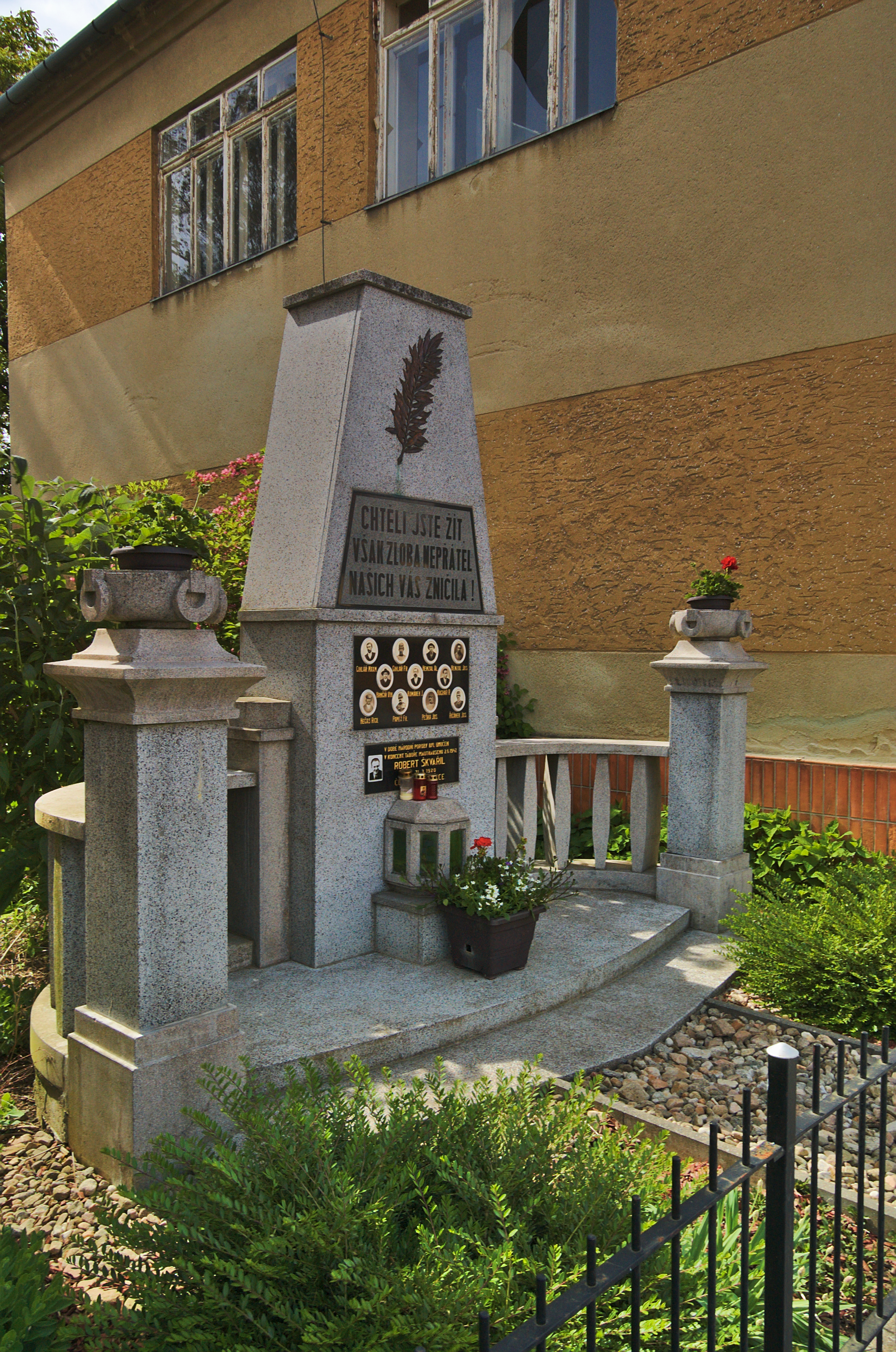
Památník obětem světových válek vedle kaple
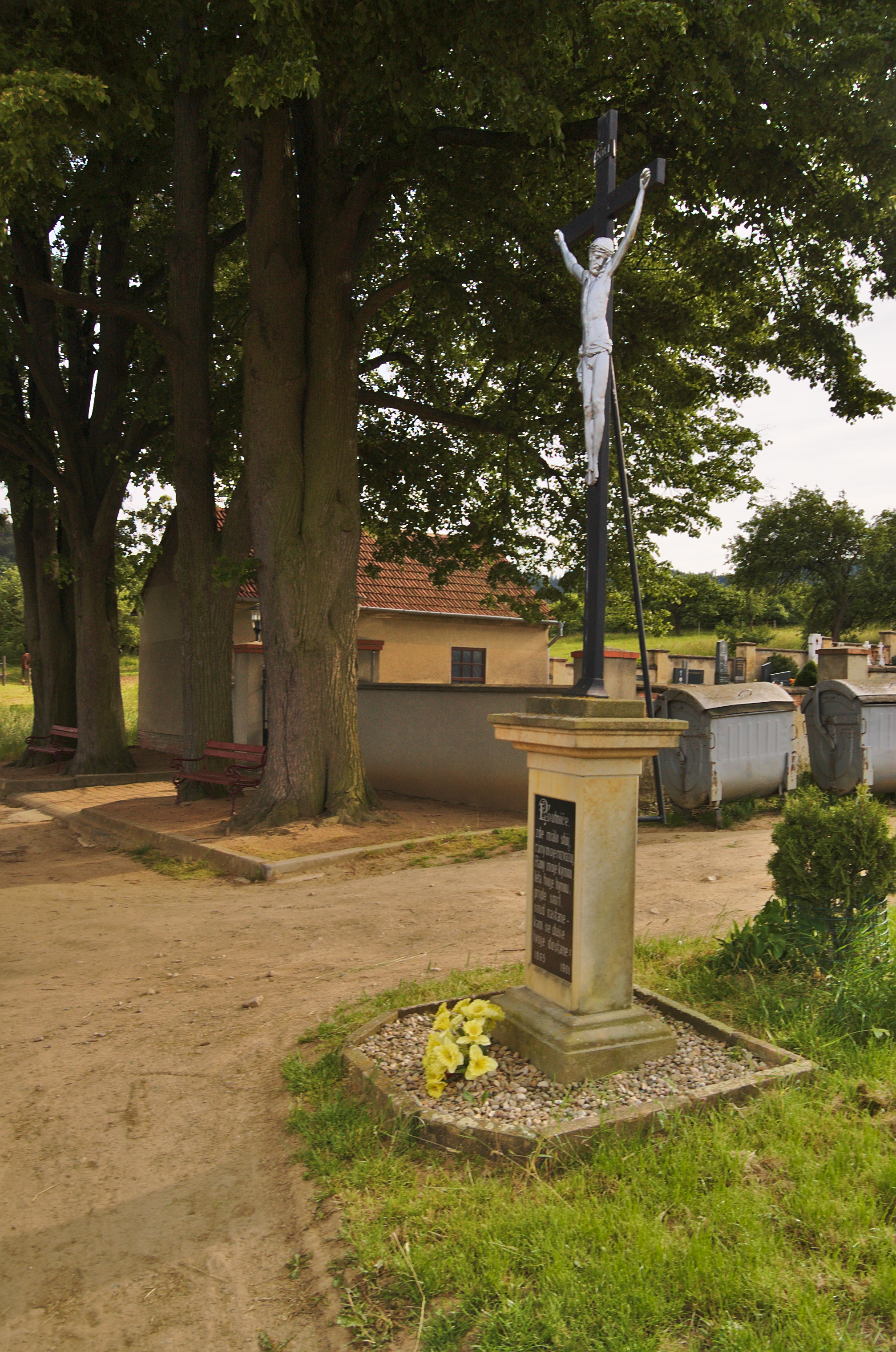
Kříž před hřbitovem
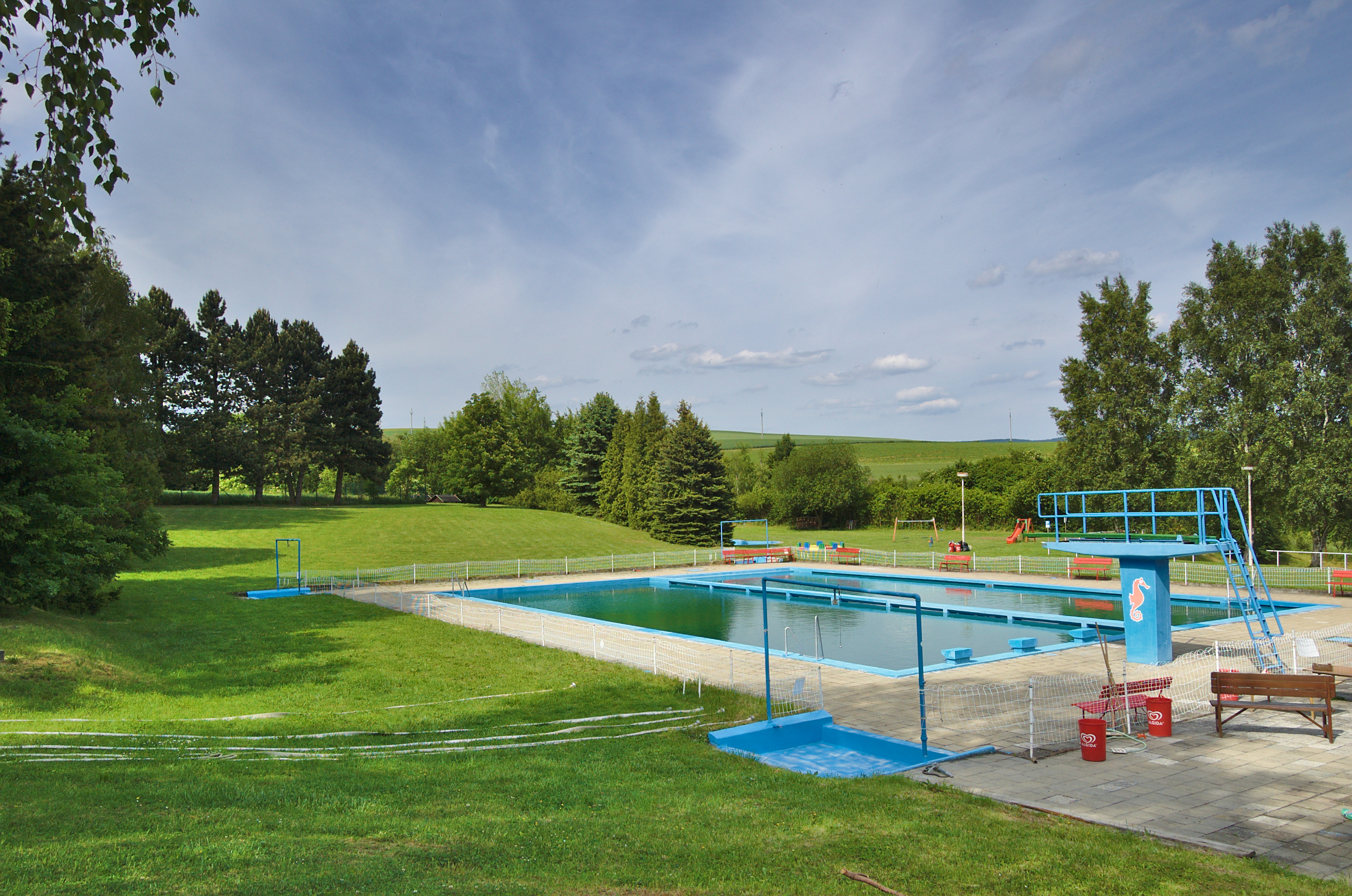
Koupaliště
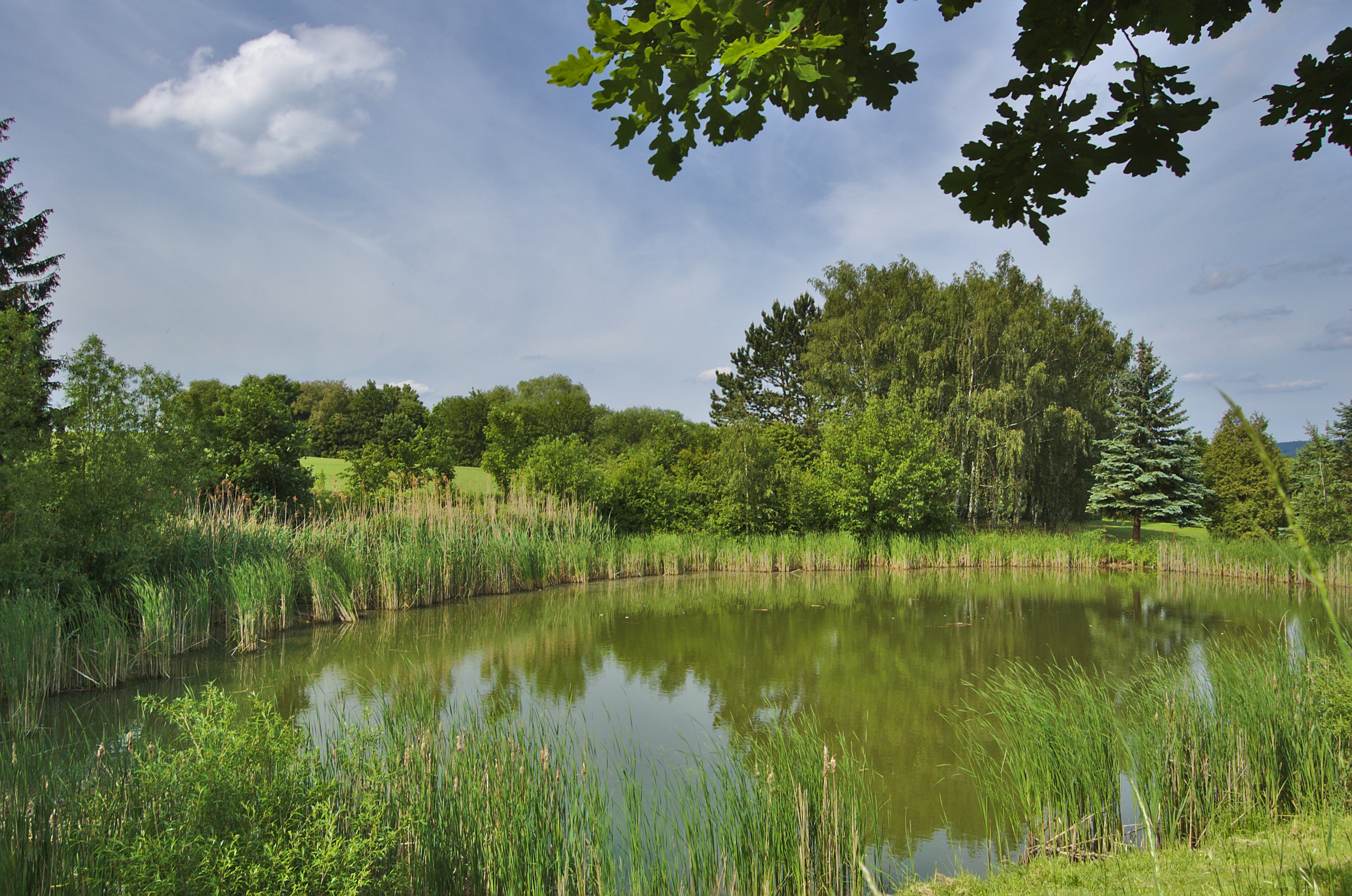
Rybník nad koupalištěm
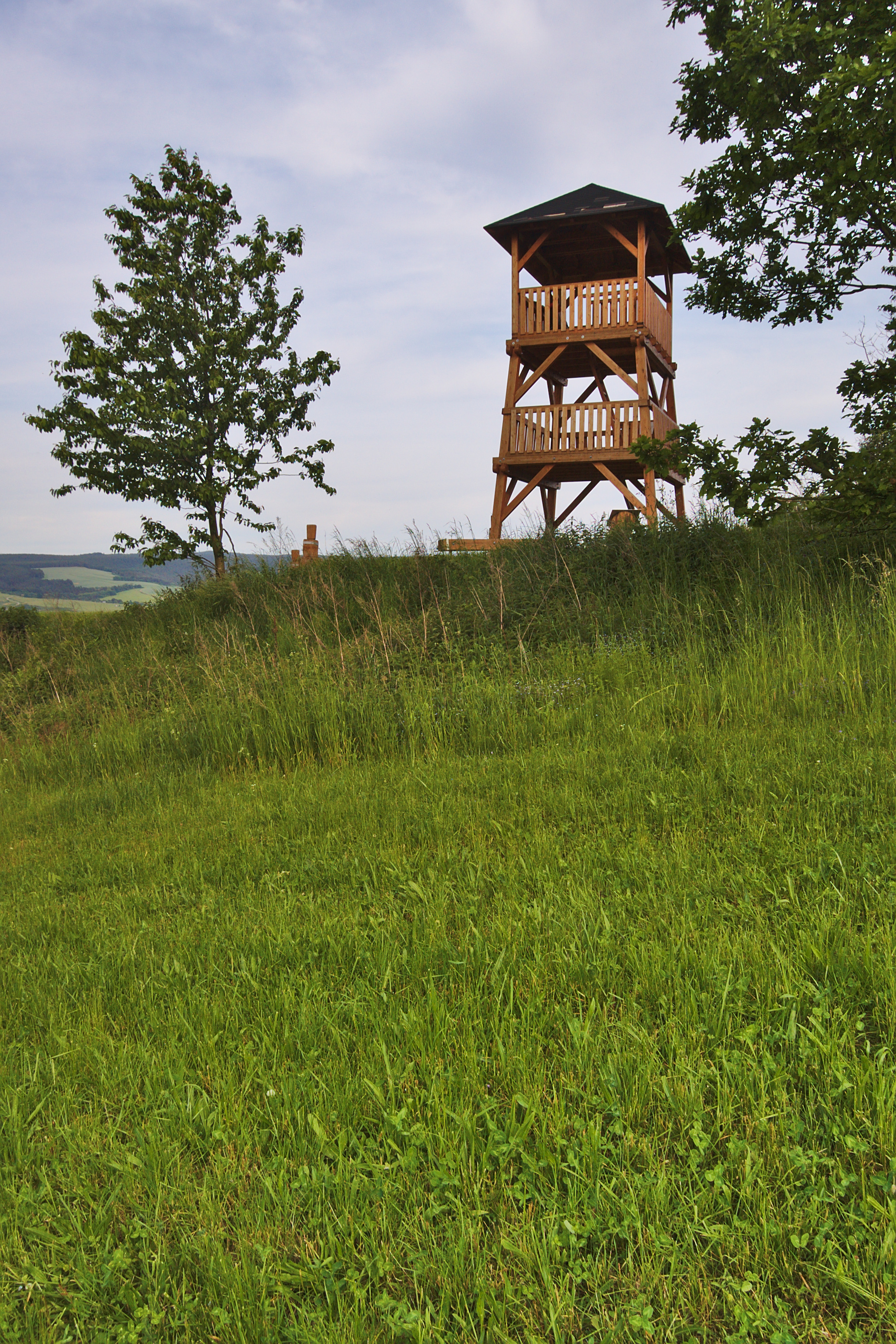
Rozhledna Spešov